# Homme de Koelbjerg
L'homme de Koelbjerg (connu par le passé comme « femme de Koelbjerg ») est une momie préservée dans une tourbière naturelle, découverte en 1941 sur l'île de Fionie, au Danemark. Datée de 8000 av. J.-C. (au mésolithique), elle est considérée comme la plus ancienne momie découverte au Danemark et le plus ancien spécimen d'homme des tourbières retrouvé. Son squelette est aujourd'hui exposé au musée Møntergården (en) à Odense.

## Observations scientifiques
Le squelette de cet homme n'est pas parvenu complet. L'étude anthropologique des ossements a permis de montrer que sa taille était d'environ 1,55 m et qu'il était âgé de 20 à 25 ans. Les os ne montrent aucune maladie ni symptôme de carence alimentaire, et les dents de la mâchoire (autrefois complète) laissent deviner une absence de carie. L’analyse isotopique au δ13C a montré qu'il se nourrissait surtout de légumes et de viande, et jamais de poisson ni de fruits de mer ; l'analyse ADN, au contraire, n'a pratiquement rien donné dans un premier temps : les seules traces d'ADN détectables provenaient vraisemblablement des premiers légistes à avoir examiné le corps. 
Ce n'est qu'en 2016, à la suite de nouveaux prélèvements ADN, qu'il a été établi que le corps qu'on avait longtemps appelé « femme de Koelbjerg » était en réalité celui d'un homme,.
Aucune trace de violence n'a été constatée sur le corps et la dispersion des ossements sur le site est expliquée par le fait que ce jeune homme se serait noyé en mer : ainsi, tandis que les tissus mous se décomposaient, une partie du corps était encore sous le niveau de l'eau. Une fois disparues les parties molles du corps, les ossements se sont déposés après le recul de la mer . Ce n'est que longtemps après sa mort que ses os se sont déposés dans la tourbe, permettant leur remarquable conservation.
Au mois de juillet 1941, une analyse du pollen d'un échantillon de la tourbe déposée à l'intérieur du crâne est effectuée. Elle a permis de rattacher cette momie à la culture de Maglemose, c'est-à-dire vers 8000 av. J.-C. Au mois d’octobre 1943, un carottage a été effectué sur le site de la découverte afin de tenter une nouvelle datation. Une datation par le carbone 14 de 1983 a confirmé l'appartenance de l'individu à la culture de Maglemose.
Les vestiges d'un habitat du Maglemosien ont été retrouvés à 2,5 km au sud-ouest, près de la tourbière de Nerverkær, et il est possible de supposer que l'homme de Koelbjerg vivait à cet endroit.
Un squelette vieux de 10 200 ans (datation faite en 2007), celui de la « femme d’Österöd », a été retrouvé en 1903 à Bohuslän (Suède).
Après la découverte du corps, Niels Lynnerup et Bjorn Skaarup, respectivement coroner et sculpteur danois, ont reconstitué le visage de cette momie.